# Tonnedenhof

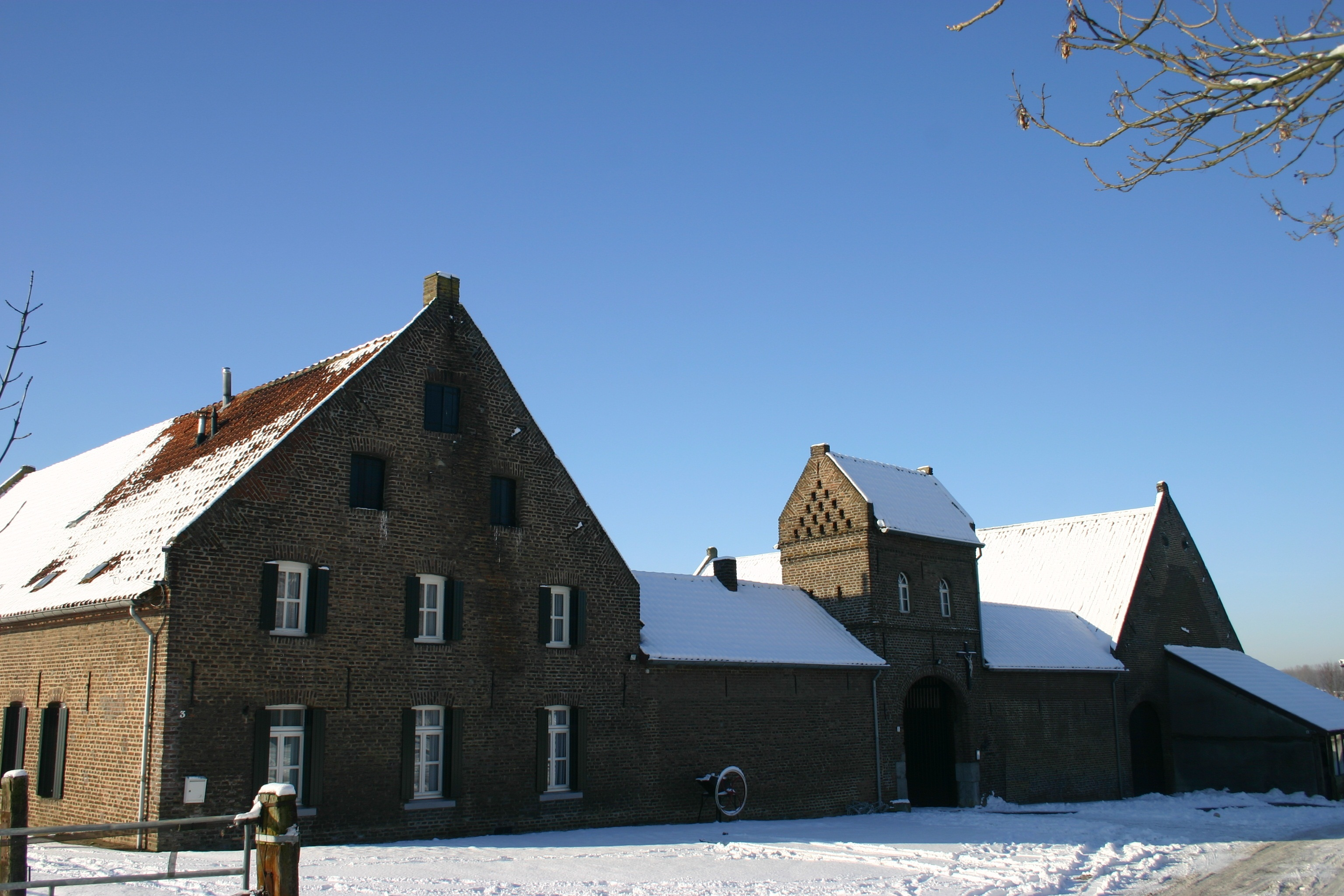
Tonnedenhof

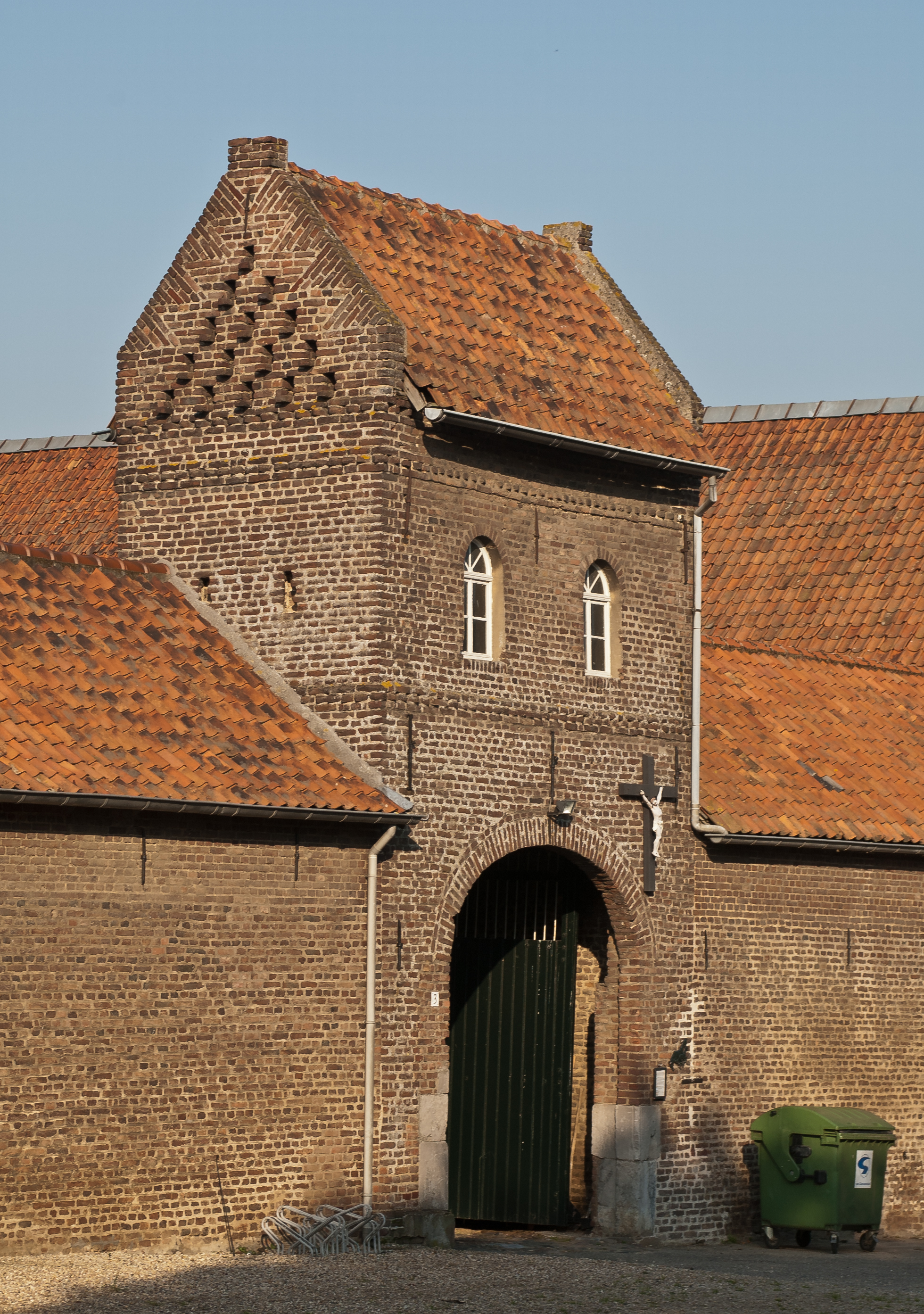
Poortgebouw

De Tonnedenhof (ook: Tonedenhof) is een monumentale boerderij te Melick, gelegen aan Heinsbergerweg 3.

## Boerderij
De geschiedenis van deze hoeve gaat terug tot 1452. De huidige gesloten hoeve stamt uit de 17e eeuw, en heeft, naast een woonhuis en een schuur, een ingangsvleugel met poortgebouw, waarin zich boven de poort een duiventil bevindt. Opdracht tot de bouw gaf Herman van Hollogne.
De boerderij is geklasseerd als Rijksmonument.

## Landgoed
De Tonnedenhof, waarin tegenwoordig een manege huist, omvat ook een uitgestrekt landgoed in het dal van de meanderende Roer tussen Roermond en Melick. Een deel is weiland, een ander deel is natuurgebied en opengesteld voor het publiek. Hier is een wandeling uitgezet. Het is ruige natuur waarin zich ook afgesneden meanders van de Roer bevinden.
Tot de flora behoort groot warkruid, geoord helmkruid, kleine egelskop, waterpostelein, terwijl hogerop ook kattendoorn te vinden is. Bij de boerderij huist de steenuil, ook veldleeuwerik en putter komen er voor. Van de libellen kunnen worden genoemd: weidebeekjuffer, beekrombout en gewone oeverlibel.
In de afgesneden meanders vindt men: alpenwatersalamander, kleine watersalamander, gewone pad, bruine kikker en poelkikker.